# Yun Shouping
Yun Shouping (ur. 1633, zm. 1690), właśc. Yun Ge (惲格), także Yun Nantian (惲南田) – chiński malarz z okresu wczesnej dynastii Qing.
Pochodził z Yanghu w prowincji Jiangsu. Pochodził z rodziny urzędniczej związanej z obaloną dynastią Ming. Po podboju Chin przez Mandżurów w 1644 roku, pozbawiony możliwości zrobienia kariery w administracji, zamieszkał na południu kraju i zajął się malarstwem. Przyjaźnił się z malarzem Wang Huiem i uznawszy, że nie jest w stanie konkurować z nim w tworzeniu malarstwa pejzażowego, zajął się malowaniem kwiatów. Osiągnął mistrzostwo w operowaniu tzw. techniką bezkostną (mogu), polegającą na lawowaniu wyłącznie tuszem i kolorem, bez użycia linii konturowej. Swoje obrazy opatrywał kaligrafią.
Wspólnie z „czterema Wangami” (Wang Shimin, Wang Hui, Wang Jian, Wang Yuanqi) oraz Wu Li zaliczany jest do grona tzw. „sześciu mistrzów epoki Qing”.

## Galeria

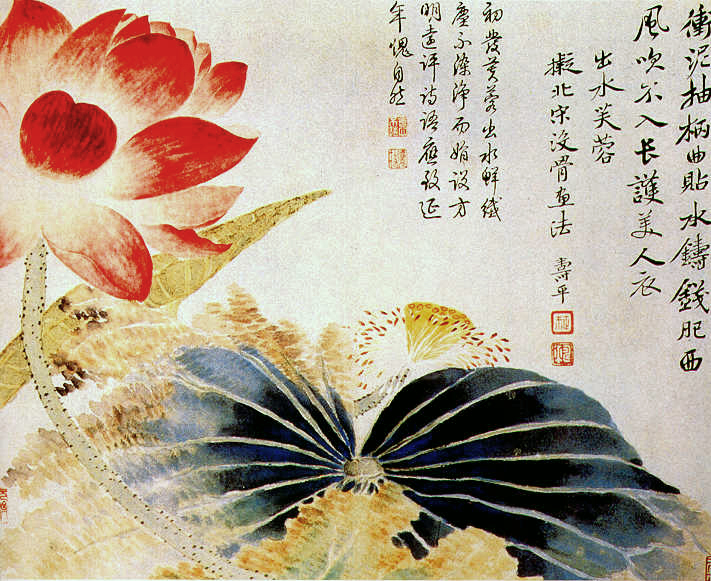
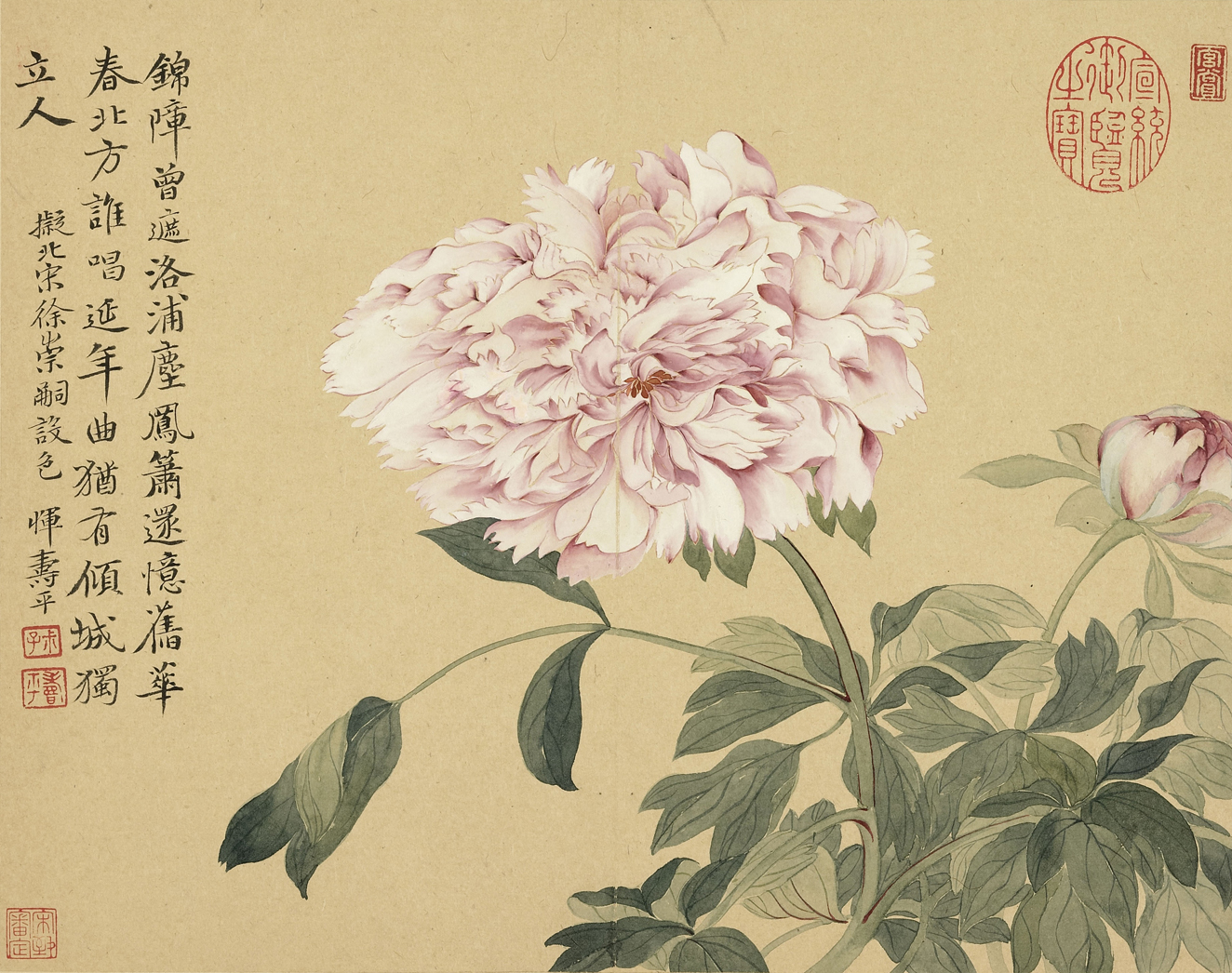
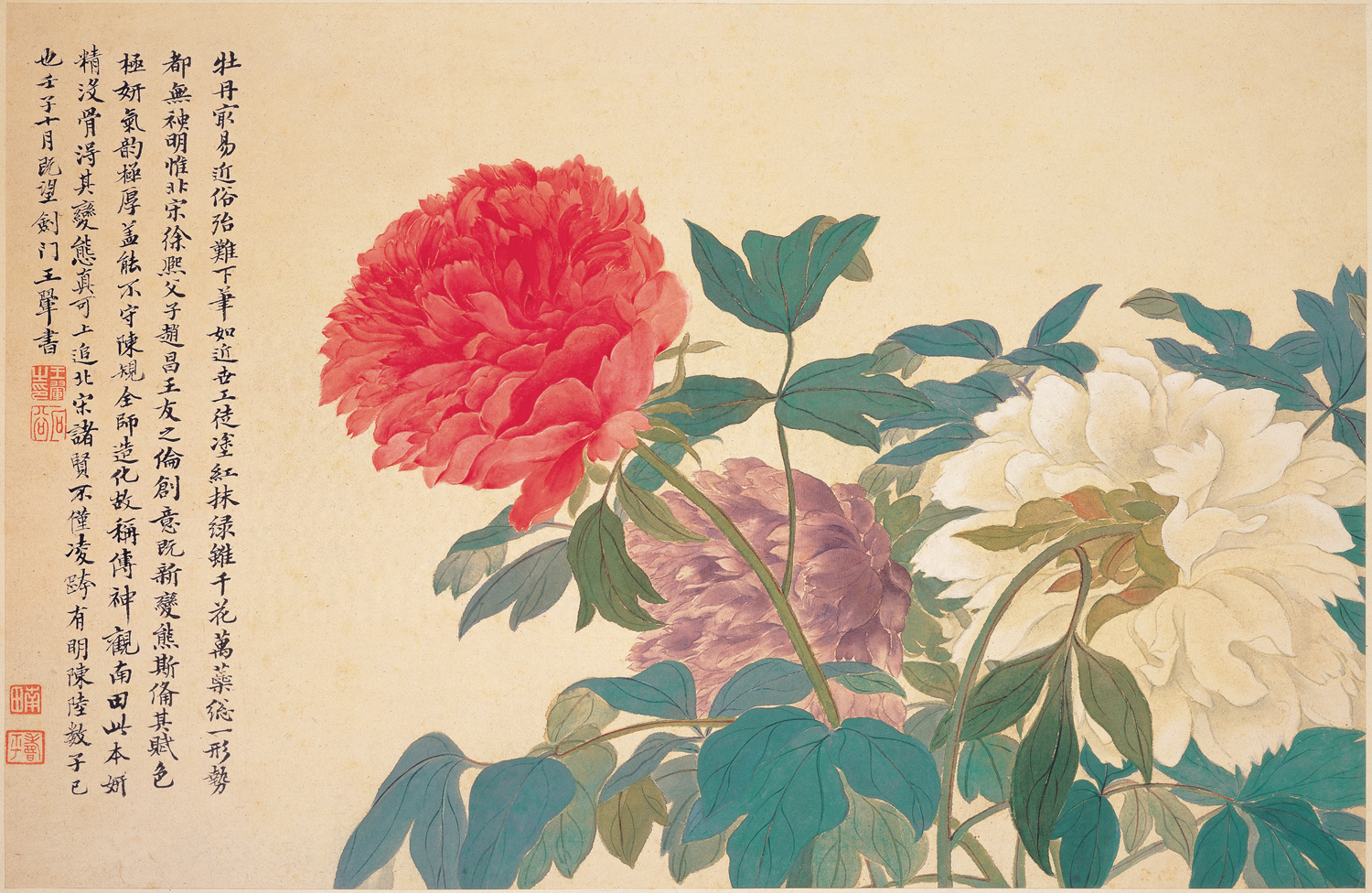
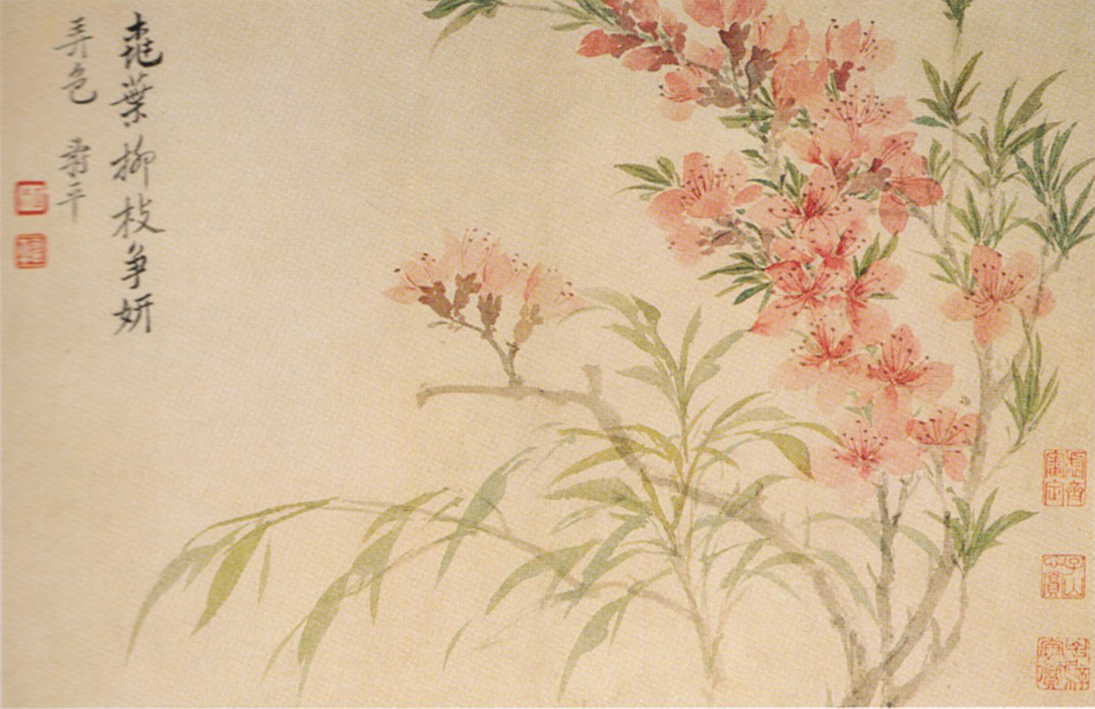
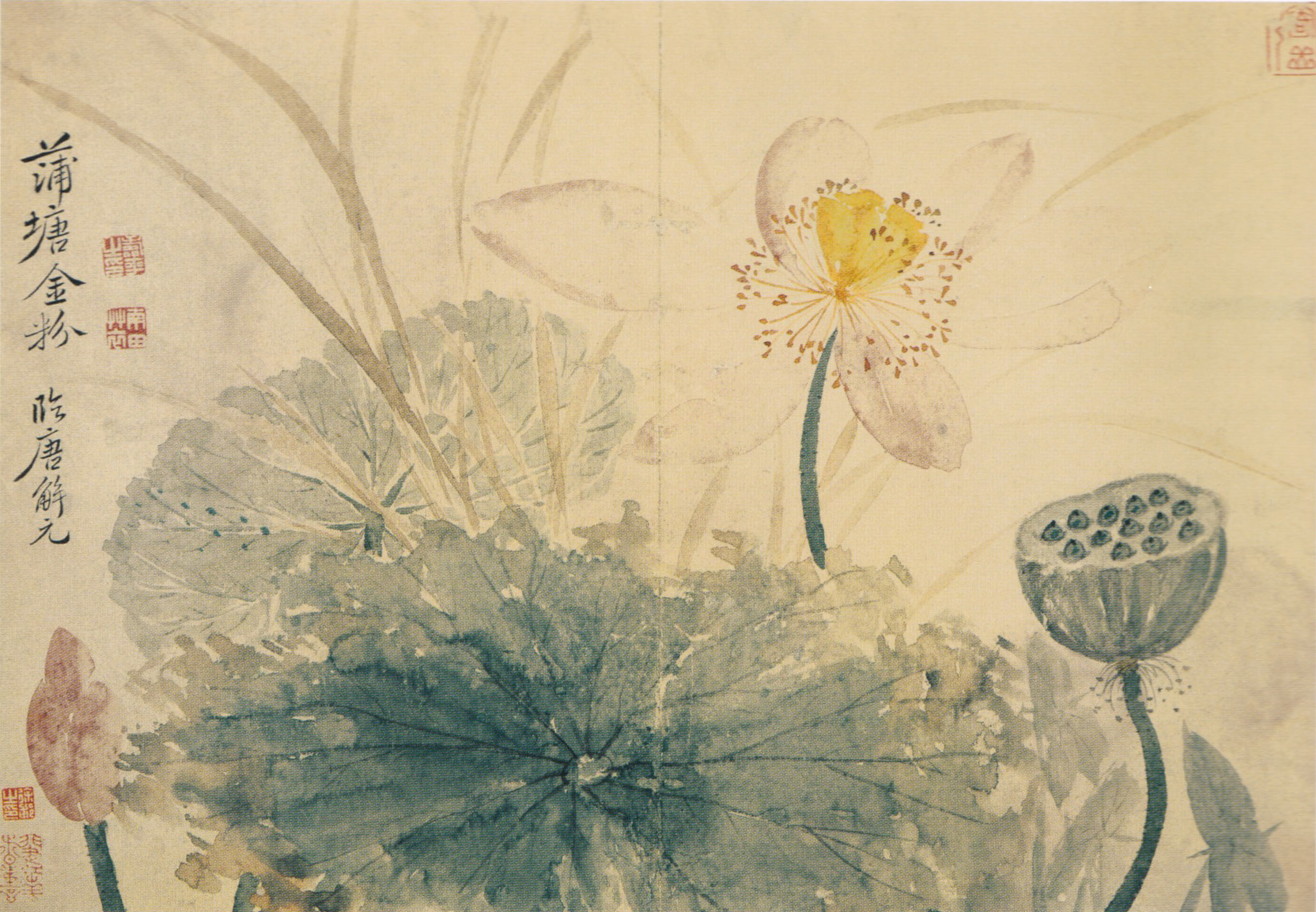